# Svetlana Gomboeva
Svetlana Vadimovna Gomboeva (in russo Светлана Вадимовна Гомбоева?; Ust'-Ordynskij, 8 giugno 1998) è un'arciera russa, vincitrice della medaglia d'argento nella gara a squadre alle Olimpiadi di Tokyo 2020.

## Biografia
Nel 2019 ha vinto la medaglia d'argento nella gara femminile a squadre della specialità arco ricurvo della XXX Universiade svoltasi a Napoli tra i 3 e il 14 luglio.
Nel 2021 ha vinto la medaglia d'oro nella gara femminile a squadre nella specialità arco ricurvo ai Campionati europei di tiro con l'arco di Adalia in Turchia.
A luglio 2021 ha partecipato ai Giochi olimpici di Tokyo 2020 in rappresentanza di ROC. Il 23 luglio si è ritirata dalla gara individuale dopo aver accusato un malore a causa del caldo soffocante. In seguito ha partecipato alla gara femminile a squadre, conquistando la medaglia d'argento.

## Palmarès

### Per il ROC
- Giochi olimpici

Tokyo 2020: argento nella gara a squadre femminile.

### Per la Russia
- Europei

Adalia 2021: oro nella gara a squadre.
- Universiade

XXX Universiade: argento nella gara a squadre femminile.